# 41 (число)
Вижте пояснителната страница за други значения на 41.
41 (четиридесет и едно) е просто, естествено, цяло число, следващо 40 и предхождащо 42.
Четиридесет и едно с арабски цифри се записва „41“, а с римски цифри – „XLI“. Числото 41 е съставено от две цифри от позиционните бройни системи – 4 (четири) и 1 (едно).

## Общи сведения
- 41 е нечетно число.
- 41 е просто число.
- 41 е атомният номер на елемента ниобий.
- 41-вият ден от годината е 10 февруари.
- 41 е година от нашата ера.
- Телефонният код на Швейцария е +41.
- Има 41 окръзи в Румъния.